# Димитрие Козакович
Димитрие Козакович (на румънски: Dimitrie Cozacovici) е арумънски историк, филолог, един от основателите на Румънската академия.

## Биография
Роден е през 1790 г. в Мецово. През 1866 г. става един от основателите на Румънската академия на науките. Умира на 31 август 1868 г. в Букурещ.